# Eric da Silva Moreira
Eric da Silva Moreira, né le 3 mai 2006 à Hambourg en Allemagne d’un père originaire de Guinée-Bissau et d’une mère polonaise, est un footballeur allemand qui évolue au poste d'ailier droit ou d'arrière droit à Nottingham Forest.

## Biographie

### En club
Né à Hambourg en Allemagne, Eric da Silva Moreira est notamment formé par le club local du FC St. Pauli.

### En sélection
Né en Allemagne d'une mère originaire de Guinée-Bissau et d'un père originaire de Pologne, Eric da Silva Moreira représente l'Allemagne en sélection.
En mai 2023, il est retenu avec les moins de 17 ans par le sélectionneur Christian Wück (en) afin de participer au Championnat d'Europe.
L'Allemagne atteint la finale de la compétition après sa victoire face à la Pologne le 30 mai 2023 (3-5 score final). Durant cette demi-finale il est titularisé et se fait remarquer en délivrant deux passes décisives. Il est titularisé lors de la finale, remportée par les Allemands face à la France après une séance de tirs au but, le 2 juin 2023.

### Style de jeu
Eric da Silva Moreira est un ailier droit de formation mais peut jouer aussi à gauche ou en tant qu'arrière droit. Ses principales qualités sont la vitesse, la technique et les duels en un contre un.

## Palmarès

### En club
FC St. Pauli
- 2. Bundesliga
  - Champion : 2024

### En sélection
Allemagne -17 ans
- Championnat d'Europe -17 ans
  - Vainqueur : 2023
- Coupe du monde des moins de 17 ans
  - Vainqueur : 2023